# Trophy Truck
Trophy Trucks — наиболее крупный и самый быстрый класс гоночных машин для бездорожья, которые обычно имеют дизайн и конструкцию, схожую с современными пикапами. Хотя абсолютно любой автомобиль, выполняющий все требования безопасности, может участвовать в гонках класса trophy truck, эти машины, главным образом, имеют подвеску с большим ходом и мощные двигатели (700 л.с. и более), а также обладают прочной конструкцией, состоящей из цельного монокока (являющемся кабиной для водителя), на который навешивается двигатель, трансмиссия и другие элементы.

## Область применения
Trophy Trucks могут достигать скоростей более 200 км/ч даже по грубому ландшафту. Это позволяет отнести их к самым быстрым транспортным средствам для бездорожья в мире. Trophy Truck чаще ассоциируются с гонками Baja 1000, которые показали Trophy Trucks как участников SCORE International и Лучший в пустыне, где они упомянуты как «Trick Trucks». Чемпионат внедорожных гонок включает в себя классы, например, pro 2, pro 4, или pro lite, имеющий меньшие базу и ход подвески, а также меньшую мощность двигателя. CORR также включает в себя гонки по замкнутой круговой трассе, разумеется с учётом, что Trophy Truck предназначены для гонок по пустыне (песчаные и грунтовые трассы).

## Конструкция
Наиболее часто привод осуществляется на задние колёса. В несущей конструкции в основном используются трубы из хромомолибденовой стали марки 4130. Наружная обшивка автомобиля делается из стекловолопластика или другого композиционного материала. Согласно требованиям, двигатели должны быть без турбонаддува, от того же производителя, что и корпус машины, обычно V8, мощностью более 700 лошадиных сил. Ход подвески может превышать 30 дюймов, в зависимости от возможностей несущей конструкции. На большинстве Trophy Truck применяется независимая передняя подвеска и задний мост с 3 или 4 тягами (хотя иногда сзади тоже делают независимую подвеску). На одно колесо ставится один или два амортизатора.
В Trophy Truck, как во внедорожном гоночном классе, имеется очень немного правил в отношении конструкции аппарата; предел того, что может быть сделано, в значительной степени зависит от бюджета владельца. Некоторые конструкторы делают Trophy Truck с турбодизельным двигателем.